# Vanlig brunbagge
Vanlig brunbagge (Orchesia micans) är en skalbaggsart som först beskrevs av Georg Wolfgang Franz Panzer 1794.  Vanlig brunbagge ingår i släktet Orchesia, och familjen brunbaggar. Arten är reproducerande i Sverige.